# Germarostes tubericauda
Germarostes tubericauda is een keversoort uit de familie Hybosoridae. De wetenschappelijke naam van de soort is voor het eerst geldig gepubliceerd in 1891 door Bates.